# Ziegelheim
Ziegelheim é uma vila e antigo município da Alemanha localizado no distrito de Altenburger Land, estado da Turíngia.  Pertencia ao Verwaltungsgemeinschaft de Wieratal. Desde 1 de janeiro de 2019, faz parte do município de Nobitz.

## Demografia
Evolução da população (em 31 de dezembro):
| - 1994 - 1.023 - 1995 - 1.029 - 1996 - 1.038 - 1997 - 1.043 | - 1998 - 1.025 - 1999 - 1.021 - 2000 - 1.009 - 2001 - 988 | - 2002 - 983 - 2003 - 971 - 2004 - 967 |

Fonte: Thüringer Landesamt für Statistik